# Hof Breitenau
Der Wohnplatz Breitenau, auch Hofgut Breitenau oder Breitenauer Hof, ist eine Kleinsiedlung der Gemeinde Hardheim im Neckar-Odenwald-Kreis. Es ist ein historisch bedeutsamer ehemaliger Wirtschaftshof des Klosters Bronnbach.

## Geographie
Der Hof Breitenau liegt im Tal der Erfa kurz hinter der Einmündung des Katzenbachs, sechs Kilometer nördlich von Hardheim an der L 251, ein Kilometer vor der Landesgrenze nach Bayern. Der Bergwald Katzental fällt hier steil zur Erfa hinab. Es ist heute ein Gehöft mit Wohnhaus, teils ummauertem Hof und Garten, einer Stallscheune, Kellerbau, Weinterrassen mit einem Eiskeller, einer Kapelle und einer Brücke an der Erfa.

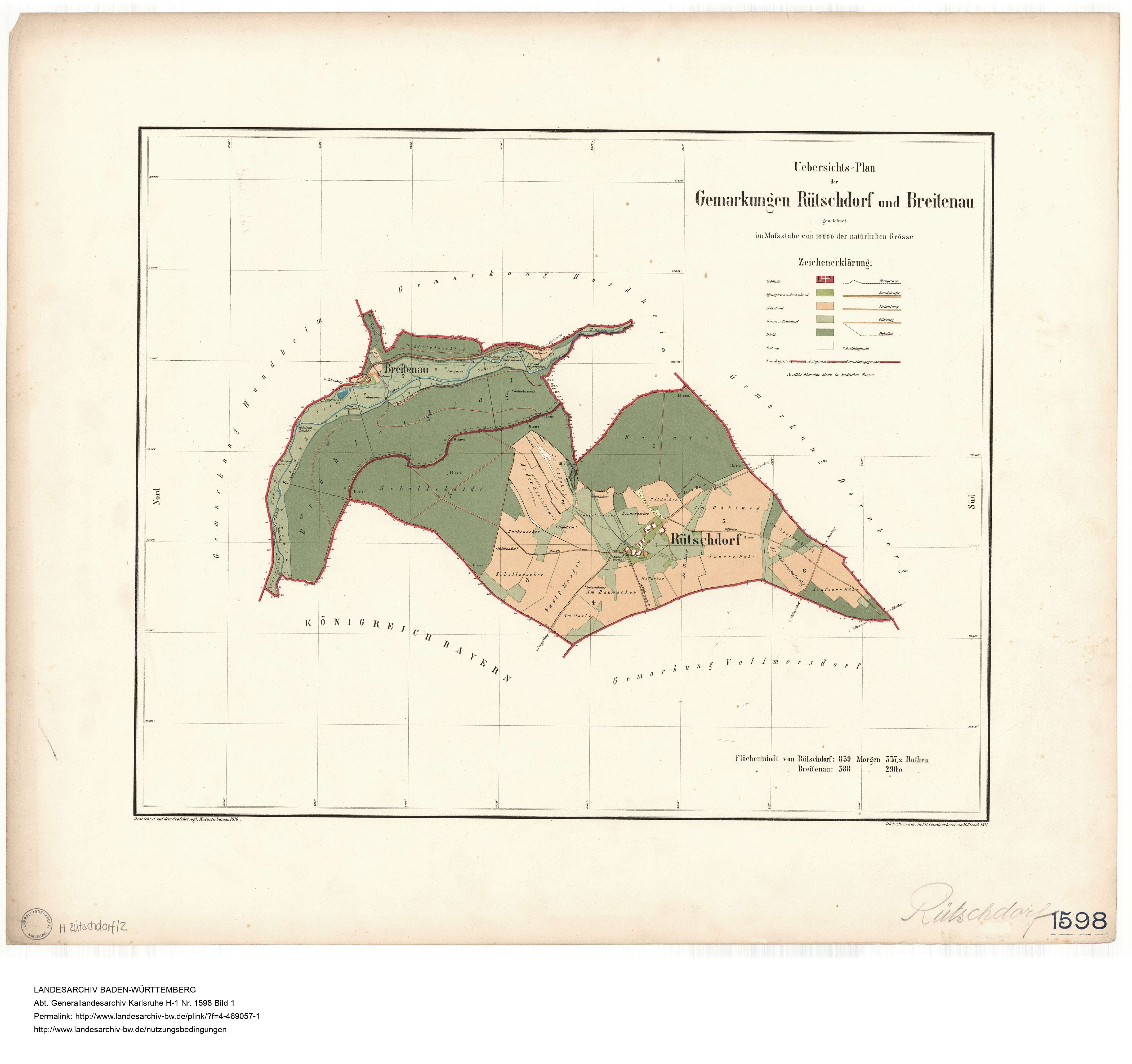
Karte von Rütschdorf mit Breitenau 1876

## Geschichte
Bereits 1206 wird das Hofgut Breitenau das erste Mal als Besitz des fünfzig Jahre zuvor gegründeten Klosters Bronnbach erwähnt. Mit dem Hof verbunden war das wirtschaftlich wichtige Fischrecht in der Erfa und die ausgedehnten Wiesen, die auch einigen anderen Höfen Heu und Viehfutter lieferten. Ein Teil war verpachtet und brachte gute Einnahmen. Auch der Wald war wirtschaftlich wichtig. Ab dem 16. Jahrhundert wurde der Hof an einen festen Bauern verpachtet, der häufig gleichzeitig durch das Kloster als Fischmeister und Förster angestellt war.
Besondere Bedeutung erfuhr Breitenau nach dem Erwerb der benachbarten Ortschaft Rütschdorf durch das Kloster. Nun bildeten die Klosterhöfe Ernsthof – Hinterer Meßhof – Breitenauer Hof eine wichtige Brücke von der Residenz im Kloster und dem Klosterdorf Dörlesberg zu dem auch politisch wichtigen Rütschdorf, mit dem ein Sitz im Kanton Odenwald der Fränkischen Ritterschaft verbunden war.
Mit dem Reichsdeputationshauptschluss 1803 endete die Klosterherrschaft über Breitenau nach fast genau 600 Jahren. Bis 1924 gehörte der Hof danach zur Gemeinde Rütschdorf, wurde dann abgetrennt und Hardheim zugeschlagen. 1845 wurden 4 katholische Einwohner genannt, im Jahr 1905 zusammen 8 Einwohner gezählt.

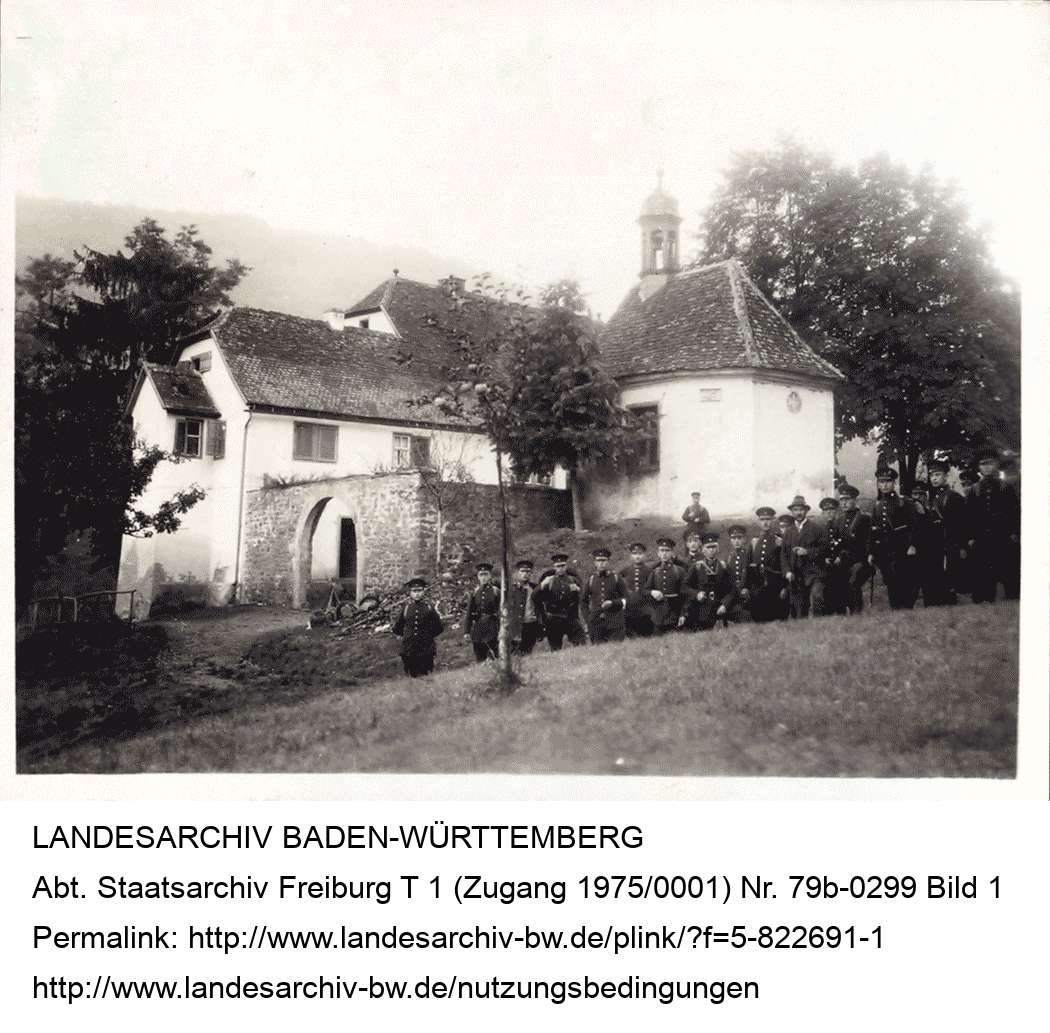
Hof Breitenau um 1930

## Kulturdenkmäler und Besonderheiten
Die Hauskapelle von 1777 steht auf dem Grund eines Vorgängerbaus von Anfang des 13. Jahrhunderts. Über der Eingangstür befindet sich ein Wappen des Bronnbacher Abtes Ambrosius Balbus, das Dach ist mit einem Dachreiter und einer Glocke versehen. An der Gartenseite des Wohnhauses befindet sich ein Wappen der Bronnbacher Abtei (ein Brunnen) aus dem 18. Jahrhundert. Die Stallscheune ist ein Steinbau mit Satteldach, über deren mittlerem Torbogen die Jahreszahl 1463 und das Wappen des Bronnbacher Abtes Konrad IV. (ein Vogel) angebracht ist. Über dem Türsturz des Gartenkellers ist die Jahreszahl 1667 und das Wappen des Bronnbacher Abts Valentin Mammel zu sehen.
Vor dem Hof steht leicht erhöht ein Standbild Kaiser Karls des VI. aus dem Jahr 1719, das vom Freudenberger Steinhauer Thomas Müller im Auftrag des Abtes Joseph Hartmann in Erinnerung an sein Treffen mit dem Kaiser vor dem Hofgut im Jahr 1711 anlässlich seiner Fahrt zur Kaiserkrönung nach Frankfurt errichtet wurde.

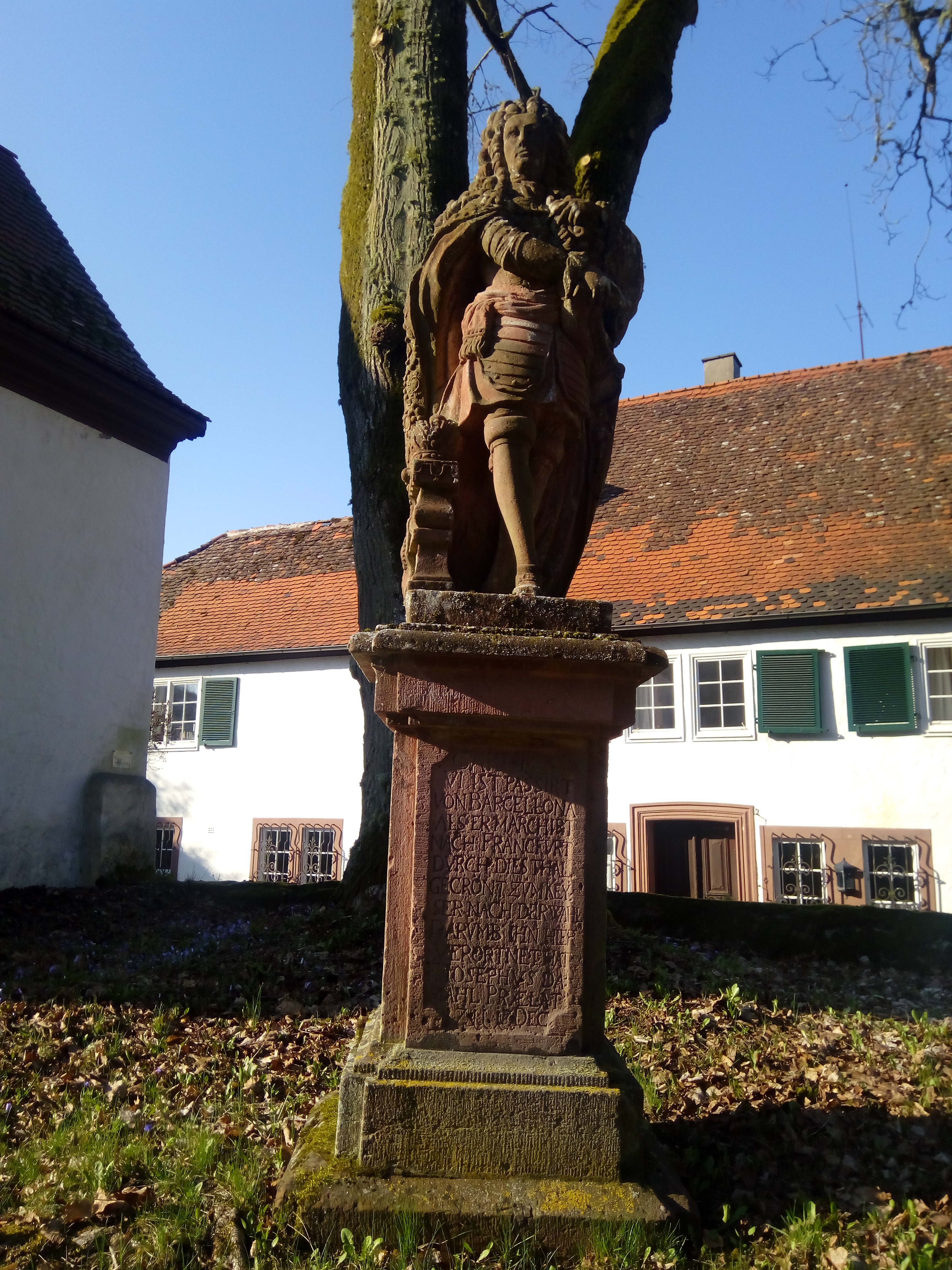
Carolusstandbild (1711)

Die Sandsteinbrücke über die Erfa mit zwei tonnengewölbten Durchlässen wurde im Jahr 1910 erbaut.